# 金河清
金河清（1957年—），男，回族，北京人。1975年7月参加工作，1976年5月加入中国共产党，中央党校大学学历。
历任中共西宁市委办公厅副主任、中共西宁市城东区委常委、区政府副区长，中共城东区委副书记、区政府代区长、区长，海北州政府副州长，海北州委副书记，青海省广播电视局副局长、局长、党组书记、青海电视台台长等职。2014年4月，任青海省广播电影电视局局长、党组书记。